# Oxford Manual
Als Oxford Manual werden jeweils zwei verschiedene vom Institut de Droit international (Institut für Völkerrecht) veröffentlichte Regelwerke bezeichnet, die Vorschriften zur Kriegführung zusammenfassen. Das 1880 beschlossene Manuel des lois de la guerre sur terre („Handbuch der Regeln des Landkrieges“) enthält Regeln für den Landkrieg und war eine wichtige Grundlage des entsprechenden Haager Abkommens betreffend die Gesetze und Gebräuche des Landkrieges von 1899 und 1907. Im Jahr 1913 wurde analog dazu das Manuel des lois de la guerre maritime („Handbuch der Regeln des Seekrieges“) mit Regeln für die Seekriegsführung veröffentlicht. Dieses war im Wesentlichen eine Zusammenstellung der Vorschriften von mehreren der Haager Abkommen von 1907. Eine modernisierte Fassung des Oxford Manuals von 1913 wurde 1994 als San Remo Manual beschlossen.

## Das Oxford Manual von 1880
Das 1880 unter dem Titel Manuel des lois de la guerre sur terre beziehungsweise englisch The Laws of War on Land („Die Regeln des Landkrieges“) beschlossene Oxford Manual enthielt in 86 Artikeln Vorschriften zur Landkriegsführung. Es wurde vom Genfer Juristen und Präsidenten des Internationalen Komitees vom Roten Kreuz Gustave Moynier verfasst und vom Institut de Droit international (Institut für Völkerrecht) auf dessen sechster Sitzung am 9. September 1880 in Oxford einstimmig angenommen. Das Manual baute im Wesentlichen auf gewohnheitsrechtlich etablierten Regeln auf, wie sie beispielsweise im Lieber Code von 1863 und in der Deklaration der Brüsseler Konferenz von 1874 enthalten waren. Es war vor allem als Grundlage für die nationale Gesetzgebung zum Kriegsrecht in den damaligen Staaten gedacht, da die Mitglieder des Instituts die Zeit für eine entsprechende internationale Vereinbarung noch nicht als gekommen ansahen. Insofern hatte es selbst keinen völkerrechtlich bindenden Charakter. Es bildete jedoch eine wichtige Grundlage für spätere Abkommen in diesem Bereich wie beispielsweise die Haager Konventionen von 1899 und 1907, die Genfer Konventionen zur Behandlung der Kriegsgefangenen sowie der Zivilbevölkerung von 1929 beziehungsweise 1949 und die Haager Konvention zum Schutz von Kulturgut bei bewaffneten Konflikten von 1954.
Das Oxford Manual von 1880 definierte und bestätigte eine Reihe von grundlegenden Prinzipien der Kriegsführung. So enthielt es unter anderem ein Verbot des Einsatzes giftiger Substanzen zur Kriegsführung, ein Verbot der Heimtücke, das Gebot zur Vermeidung unnötigen Leidens und ein Verbot der Tötung eines außer Gefecht gesetzten oder sich ergebenden Gegners und damit des Befehls, dass kein Pardon gegeben wird. Darüber hinaus formulierte es diverse Regeln zur Behandlung der Zivilbevölkerung. Für Bombardierungen führte es den Grundsatz ein, dass religiöse, kulturelle oder wissenschaftliche Einrichtungen sowie Krankenhäuser und andere Gebäude von großer Bedeutung für die Allgemeinheit so weit wie möglich zu verschonen sind. Hinsichtlich der Behandlung von verwundeten und erkrankten Soldaten übernahm das Manual die Regeln der ersten Genfer Konvention von 1864. Für die Internierung von Kriegsgefangenen galt, dass Kriegsgefangenschaft weder eine Strafmaßnahme noch einen Akt der Vergeltung darstellen würde, und dass Kriegsgefangene dementsprechend menschlich zu behandeln wären.

## Das Oxford Manual von 1913
Auf seiner 27. Sitzung, die erneut in Oxford stattfand, nahm das Institut de Droit international am 9. August 1913 unter dem Titel Manuel des lois de la guerre maritime („Die Regeln des Seekrieges“), englisch Manual of the Laws of Naval War, ein ebenfalls zum Teil als Oxford Manual bezeichnetes Regelwerk an, das analog zum Manual von 1880 Vorschriften zur Seekriegsführung enthielt. Dieses Manual umfasste 116 Artikel und einen Zusatzartikel. Es unterschied sich in einem wesentlichen Punkt vom Oxford Manual von 1880. Dieses basierte größtenteils nicht auf existierenden Verträgen, sondern sollte das Fehlen verbindlicher völkerrechtlicher Abkommen ausgleichen, indem es als Vorlage für nationale Gesetze gedacht war. Das Manual zur Seekriegsführung von 1913 war hingegen größtenteils eine Zusammenfassung der Regeln, die durch mehrere der Haager Abkommen von 1907 bereits geltendes Völkerrecht waren.
Das Oxford Manual von 1913 übernahm zum einen einige wesentliche Prinzipien aus dem Oxford Manual von 1880, gegebenenfalls mit einer entsprechenden Adaptation an den Seekrieg. So wurde das Verbot der Tötung eines außer Gefecht gesetzten oder sich ergebenden Gegners ergänzt um ein Verbot des Versenkens sich ergebender gegnerischer Schiffe, solange die Besatzung das Schiff nicht verlassen hat. Verboten war des Weiteren der Einsatz von Torpedos, die beim Verfehlen ihres Ziels nicht wirkungslos wurden, sowie von Kontaktminen in offenen Gewässern, die nicht zum Hoheitsgebiet einer der beteiligten Konfliktparteien zählen. Die Regeln enthielten darüber hinaus eine Verpflichtung, nach dem Ende des Krieges so weit wie möglich alle Minen zu entfernen. Der Zusatzartikel regelte, mit Bezugnahme auf das Haager Abkommen über die Gesetze und Gebräuche des Landkrieges von 1907, die Zahlung von Kompensationen bei Verstößen gegen die Regeln des Manuals.

## Das San Remo Manual von 1994
Das nach sechsjährigen Beratungen am 12. Juni 1994 in Livorno (Italien) auf Initiative des Institut de Droit international beschlossene San Remo Manual über das bei bewaffneten Konflikten auf See geltende internationale Recht kann als modernisierte Ausgabe des Oxford Manuals von 1913 angesehen werden. Es enthält 183 Paragraphen und wurde gegenüber seinem Vorläufer vor allem erweitert um die Rechtsgrundlagen, die nach 1913 beschlossen wurden. Dies betrifft insbesondere die Genfer Konventionen in ihren Fassungen von 1949 sowie ihre Zusatzprotokolle von 1977.